# Nik Razboršek
Nik Razboršek, slovenski tenisač, * 4. oktober 1993, Ljubljana. I

## Davisov pokal

### Posamično (0-1)
| Skupina                | Krog | Datum      | Proti                 | Podlaga | Nasprotnik    | Rezultat         | Izid  |
| ---------------------- | ---- | ---------- | --------------------- | ------- | ------------- | ---------------- | ----- |
| 1. evroafriška skupina | 2R   | 08-04-2012 | Južnafriška republika | trda    | Ruan Roelofse | 6–4, 3–6, 6-7(2) | poraz |